# آلنا الکسیوا
النا الکسیوا (به انگلیسی: Alena Alekseeva) (زادهٔ ۶ مارس ۱۹۸۹) شناگر اهل روسیه است.